# Третьяков, Сергей Анатольевич
Сергей Анатольевич Третьяков (род. 1956) — русско-финский учёный, чьи научные интересы лежат в области теории электромагнитных полей, электродинамики сложных сред и микроволновой технике. 

## Биография
Окончил Ленинградский политехнический институт.
В настоящее время он является профессором кафедры электроники и наноинженерии в Университете Аалто (бывший Хельсинкский политехнический институт) в Финляндии. Его основная область исследований включает теорию метаматериалов и метаповерхностей, а также их применение. Он был президентом Европейского виртуального института искусственных электромагнитных материалов и метаматериалов («Metamorphose VI») и генеральным председателем серии конференций Metamaterials с 2007 по 2013 год. Сергей Третьяков является действительным членом множества научных ассоциаций, таких как Институт инженеров электротехники и электроники (англ. IEEE), Международный союз радиофизиков (англ. URSI), Академия электромагнетизма (англ. Electromagnetics Academy) и Оптическое сообщество (англ. OSA). Он также является почётным доктором Гомельского государственного университета имени Франциска Скорины.